# Solpuginae
Sous-famille
Les Solpuginae sont une sous-famille de solifuges de la famille des Solpugidae.

## Distribution
Les espèces de cette sous-famille se rencontrent en Afrique et au Proche-Orient.

## Liste des genres
Selon Solifuges of the World (version 1.0) :
- Metasolpuga Roewer, 1934
- Oparba Roewer, 1934
- Oparbella Roewer, 1934
- Prosolpuga Roewer, 1934
- Solpuga Lichtenstein, 1796
- Solpugassa Roewer, 1933
- Solpugeira Roewer, 1933
- Solpugella Roewer, 1933
- Solpugema Roewer, 1933
- Solpugiba Roewer, 1934
- Solpugista Roewer, 1934
- Solpugisticella Turk, 1960
- Solpuguna Roewer, 1933
- Solpugyla Roewer, 1933
- Zeria Simon, 1879
- Zeriassa Pocock, 1897

## Publication originale
- Leach, 1815 : A tabular view of the external characters of four classes of animals, which Linné arranged under Insecta; with the distribution of the genera composing three of these classes into orders, andc. and descriptions of several new genera and species. Transactions of the Linnean Society of London, vol. 11, p. 306-400.